# كيث أونيل
كيث أونيل (بالإنجليزية: Keith O'Neill)‏ (16 فبراير 1976 بدبلن في جمهورية أيرلندا - ) هو لاعب كرة قدم أيرلندي في مركز الوسط. شارك مع منتخب جمهورية أيرلندا لكرة القدم. أما مع النوادي، فقد لعب مع كوفنتري سيتي ونادي ميدلزبره ونورويتش سيتي.

## وصلات خارجية
- كيث أونيل على موقع قاعدة بيانات كرة القدم.إي يو (الإنجليزية)
- كيث أونيل على موقع ناشيونال فوتبول تيمز (الإنجليزية)
- كيث أونيل على موقع Soccerbase.com (لاعب) (الإنجليزية)
- كيث أونيل على موقع عالم كرة القدم.نت (الإنجليزية)